# Sistema de Jussieu
Se muestra un temprano intento de sistema de taxonomía vegetal: el sistema de Jussieu; que reconoce los siguientes grupos principales (Jussieu 1774, 1789):

## I. Acotiledóneas
Classis I. Plantae Acotyledones. 
- Ordo 1. Fungi
- Ordo 2. Algae
- Ordo 3. Hepaticae
- Ordo 4. Musci (musgos)
- Ordo 5. Filicesː (además de los helechos incluía a Ophiuglossium, Cycas, Zamia, Isoetes y Equisetum)
- Ordo 6. Naiades (plantas acuáticas)

## II. Monocotiledóneas
Plantae Monocotyledonesː
- Classis II. Stamina hypogyna
- Classis III. Stamina perigyna
- Classis IV. Stamina epigyna

## III. Dicotiledóneas
- A. Monoclinae
a) Apetalae
- Clase: 5-7
b) Monopetalae
- Clase: 8-11
c) Polypetalae
- Clase: 12-14
B. Diclinae
- Clase: 15